# Dietmar Höttecke
Dietmar Höttecke (* 1966) ist ein deutscher Physikdidaktiker.

## Leben
Höttecke studierte Physik und Deutsch für Gymnasiales Lehramt an der Universität Oldenburg (1988–1994). Er war Referendar am Studienseminar Oldenburg (2000–2002). Im Jahr 2001 wurde er zum Dr. rer. nat. im Bereich der Physikdidaktik promoviert. Von 2002 bis 2004 war er Studienrat für Physik und Deutsch am Max-Planck-Gymnasium Delmenhorst, danach übernahm er eine Vertretungsprofessur für Didaktik der Physik an der Universität Oldenburg (2004–2006). Anschließend war er als Postdoktorand und wissenschaftlicher Mitarbeiter in der Didaktik der Physik an der Universität Bremen tätig (2006–2009). Im Jahr 2009 erhielt er einen Ruf auf die W2-Professur für Didaktik der Physik an der Technischen Universität Kaiserslautern, die er bis 2010 innehatte. Seit 2010 ist er Professor für Erziehungswissenschaft unter besonderer Berücksichtigung der Physikdidaktik an der Universität Hamburg.
Seine Forschungsschwerpunkte sind Geschichte und Philosophie im naturwissenschaftlichen Unterricht, Bewertungskompetenz erforschen und fördern, ausgewählte Aspekte professioneller Kompetenz von Lehrkräften, nature of science, Bildung für nachhaltige Entwicklung, Mathematik im Physikunterricht, Bildungs- und fachsprachliche Fähigkeiten und fachliches Lernen und Entwicklung einer Didaktik des naturwissenschaftlichen Unterrichts.
Von 2005 bis 2011 war Höttecke der Geschäftsführer der Gesellschaft für Didaktik der Chemie und Physik (GDCP) und von 2015 bis 2017 Mitglied des Vorstands der GDCP.

## Schriften (Auswahl)
- mit Ulrich Gebhard und Markus Rehm: Pädagogik der Naturwissenschaften. Ein Studienbuch. Wiesbaden 2017, ISBN 3-531-19545-X.
- (Hrsg.): Naturwissenschaftliche Bildung als Beitrag zur Gestaltung partizipativer Demokratie. Berlin 2011, ISBN 978-3-643-11075-6.
- (Hrsg.): Naturwissenschaftlicher Unterricht im internationalen Vergleich. Berlin 2007, ISBN 3-8258-0099-7.
- Die Natur der Naturwissenschaften historisch verstehen. Fachdidaktische und wissenschaftshistorische Untersuchungen. Berlin 2001, ISBN 3-89722-607-3.